# 유엔이 통치 중인 영토 목록

UNTAC를 제외한 모든 유엔 임시행정부가 사용했던 깃발인 유엔기.

캄보디아의 UNTAC가 사용한 기.

본 문서는 유엔(UN)이 직접 관리하거나 한때 관리했던 영토, 일명 유엔 보호령(UN protectorate)의 목록이다. 아래의 유엔 통치령 목록은 유엔이 행정권을 위임하여 특정국이 통치하던 영토인 유엔 신탁통치령과 혼동해서는 안된다.

## 목록
| 상태 | 이름                                                      | 위치                            | 년도                             | 본 국가                    |
| ---- | --------------------------------------------------------- | ------------------------------- | -------------------------------- | -------------------------- |
| 현재 | 유엔 키프로스 평화유지군 (UNFICYP)                        | 유엔 키프로스 완충 지대 (UNBZC) | 1974년–현재                      | 키프로스                   |
| 현재 | 유엔 교전중지 감시군 (UNDOF)                              | 골란고원 UNDOF 지대             | 1974년–현재                      | 시리아                     |
| 현재 | 유엔 코소보 임시행정부 (UNMIK)                            | 유엔 통치 시기 코소보           | 1999년–현재 (명목상 2008년 이후) | 코소보 ( 세르비아 주장 중) |
| 과거 | 유엔 임시행정기구 (UNTEA)                                 | 서뉴기니                        | 1962–1963년                      | 인도네시아                 |
| 과거 | 유엔 캄보디아 과도 통치기구 (UNTAC)                       | 캄보디아                        | 1992–1993년                      | 캄보디아                   |
| 과거 | 유엔 동슬라보니아 바라냐 서시르미움 과도행정기구 (UNTAES) | 동슬라보니아 바라냐 서시르미아  | 1996–1998년                      | 크로아티아                 |
| 과거 | 유엔 동티모르 임시행정부 (UNTAET)                         | 유엔 통치 시기 동티모르         | 1999–2002년                      | 동티모르                   |

## 같이 보기
- 치외법권
  - 국외관할권
  - 국외 작전
- 국제시
- 국제 지대
- 국제 연맹 위임통치령
- 유엔 비자치지역 목록
- 유엔 신탁통치령